# Vintage (álbum)
Vintage é um álbum de covers do músico, cantor e compositor estadunidense Michael Bolton, lançado em 2003.

## Faixas
1. "The Very Thought of You" (cover de Ray Noble)
2. "All The Way" (cover de Frank Sinatra)
3. "A Kiss to Build a Dream On" (cover de Louis Armstrong)
4. "If I Could" (cover de Ray Charles)
5. "At Last" (cover de Glenn Miller » Etta James)
6. "When I Fall In Love" (cover de Doris Day)
7. "You Don't Know Me" (cover de Eddy Arnold » Jerry Vale)
8. "Smile" (cover de Nat King Cole)
9. "Daddy's Little Girl" (cover de The Mills Brothers)
10. "Summertime" (cover de George Gershwin)
11. "What Are You Doing For The Rest Of Your Life?" (cover de Michel Legrand)
12. "God Bless This Child" (Bonus)

## Desempenho nas paradas

### Álbum
| Paradas (2003)         | Melhor posição |
| ---------------------- | -------------- |
| Billboard 200          | 76             |
| Top Independent Albums | 5              |

### Singles
| Ano  | Single                | Parada             | Posição |
| ---- | --------------------- | ------------------ | ------- |
| 2003 | "When I Fall In Love" | Adult Contemporary | 17      |